# Styela thalassae
Styela thalassae is een zakpijpensoort uit de familie van de Styelidae. De wetenschappelijke naam van de soort is voor het eerst geldig gepubliceerd in 1969 door Claude Monniot.